# Salpetriense
La cultura Salpetriense, en el sudeste francés, es la denominación actual de una industria lítica del Paleolítico superior caracterizada por el uso de microlitos y que fue contemporánea de las culturas Solutrense y Rodaniense. Se localizó, en concreto, en el Languedoc oriental y su nombre se debe a la gruta de la Salpêtrière, cerca del puente del Gard (Remoulins, Gard).
Esta cultura fue definida en 1964 por el prehistoriador Max Escalon de Fonton, del CNRS, a partir del nivel 6 sacado a la luz en sus excavaciones en la gruta. Entre 1974 y 1980, nuevas excavaciones realizadas por Frédéric Bazile (CNRS) aportaron un mayor comprensión de este periodo y permitieron obtener numerosas dataciones que coincidían en situar el Salpetriense en torno a 19000 años antes del presente.